# Ifriqiya

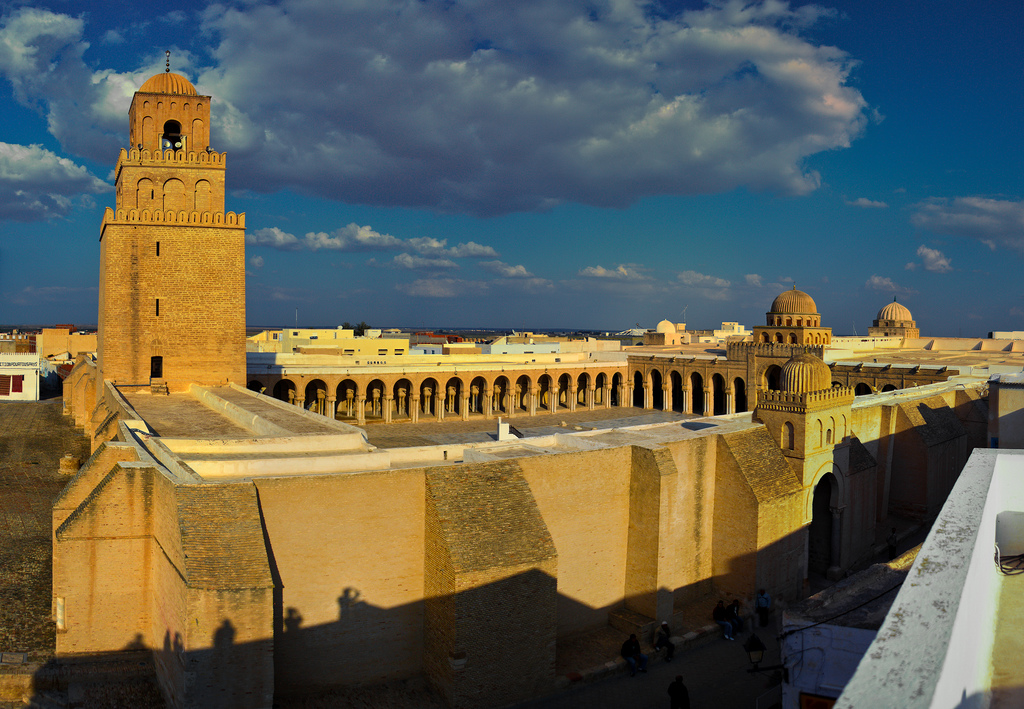
Vue de la grande mosquée de Kairouan, première mosquée élevée en Ifriqiya et au Maghreb, Kairouan, Tunisie.

L'Ifriqiya (en arabe : إفريقية, en berbère : ⵉⴼⵔⵉⵇⵢⴰ) également orthographié Ifriqiyya, représente une partie du territoire de l'Afrique du Nord de la période du Moyen Âge occidental, qui correspond à la province d'Afrique dans l'Antiquité tardive. elle était située dans le Maghreb Al Adna (Maghreb oriental). Le territoire de l'Ifriqiya correspond aujourd'hui à la Tunisie, à l'est du Constantinois (nord-est de l'Algérie) et à la Tripolitaine (nord-ouest de la Libye).
C'est sous ce nom que ce territoire est connu au moment de l'arrivée des Arabes musulmans et de la résistance qui leur est opposée par les populations berbères partisanes des religions libyque,, chrétienne ou juive. Le continent africain, dont la partie nord-ouest, seule connue, était autrefois nommée « Libye » par Hérodote, tire donc son nom de cette dénomination que les Romains imposèrent par leur conquête. 

## Étymologie
Le mot Afrique proviendrait du terme « Ifri »,, un radical qui aurait engendré le mot Ifriqiya. Ifri désigne par ailleurs une divinité berbère,,.
Le mot « Africa », nom de la déesse Africa adoptée par les Romains, semble lié au terme berbère taferka désignant une terre ou une propriété terrienne, et dont celui qui vit sur cette terre est nommé Aferkaw, qui aurait donné africanus en latin. Ce nom a donné en arabe إفريقيا (ifrīqīyā) qui aurait permis aux nouveaux venus de désigner l'Afrique dans son sens moderne. Il est aussi possible que le mot descende du grec aphrike (« sans froid »), du latin aprica (« ensoleillé ») ou d'un autre terme latin, africus, désignant en Campanie le « vent pluvieux » en provenance de la région de Carthage. En effet, à l'origine, les Romains nommaient uniquement « Afrique » cette partie nord du continent. Le mot « Afrique » pourrait provenir du nom de la tribu des Afridi qui vivait en Afrique du Nord près de Carthage.

## Histoire
Après la domination carthaginoise (814-146 av. J.-C.), romaine (146 av. J.-C.-429) et vandale (429-534), les Byzantins prennent place en Ifriqiya. Par la suite, les Omeyyades prennent le territoire après avoir gagné la guerre contre Koceïla et Dihya (Kahena). Les Abbassides prennent leur suite et, dès le début de leur califat, la région tend à l'autonomie. En 800, le Khorassanien Ibrahim ibn al-Aghlab obtient le titre d'émir de Kairouan et fonde la dynastie des Aghlabides.
À la fin du IXe siècle, la région tombe sous la coupe de groupes ismaéliens qui finissent par y instaurer le Califat fatimide. Dès le milieu du Xe siècle, lors des guerres entre Fatimides et Kharidjites, Abu Yazid, un membre des tribus des Wargu et des Merendjissa issues des Banou Ifren, mène une puissante révolte berbère qui bouscule le pouvoir des Fatimides.
Plusieurs révoltes s'ensuivent et le centre du pouvoir des Fatmides est déplacé. Leur pouvoir décisionnel se fixe en Égypte et ils confient alors le gouvernement de la région à une nouvelle dynastie d'émirs berbères : les Zirides. En 1048, ces nouveaux dirigeants rompent avec le pouvoir fatimide et reconnaissent comme suzerain le calife de Bagdad,. Les Fatimides réagissent en 1052 en envoyant les Hilaliens piller la région.
L'Ifriqiya, alors affaiblie, se voit conquérir par les Normands de Sicile en 1146 et ce qui marque la fin de la dynastie ziride. Les Normands, sous Roger II (roi de Sicile) puis Guillaume Ier (roi de Sicile), dirigent l'Ifriqiya, sous le nom de royaume d'Afrique (regno di Africa), jusqu'en 1160 où le territoire est repris par les Almohades à la suite de l'affaiblissement des Normands en guerre au Proche-Orient,.
L'Ifriqiya est ensuite dominée par les Hafsides, qui deviennent indépendant des Almohades à partir de 1207, puis conquise en 1574 par les Ottomans.